# Ira Sprague Bowen
Ira Sprague Bowen (Seneca Falls (Nova York), 21 de dezembro de 1898 — 6 de fevereiro de 1973) foi um astrônomo estadunidense.
Em 1919 graduou-se no Oberlin College, Chicago, e em 1926 obteve o doutoramento no Instituto de Tecnologia da Califórnia (Caltech), Pasadena. Entre 1921 e 1945 lecionou física no Caltech, sendo professor desde 1931. Em 1946 foi diretor do Observatório Monte Wilson, e em 1948 diretor do Observatório Palomar, cargo que ocupou até 1964.
Em 1928 pesquisou sobre o problema das estranhas linhas no espectro das nebulosas planetárias e na nebulosa de Órion, observadas pela primeira vez por William Huggins na década de 1860. A nebulosa de Órion emite, entre outras cores características, um verdoso, cujo espectro não correspondia com nenhum conhecido. O espectro mostrava que as linhas espectrais deviam ser emitidas por algum elemento de pouca massa atômica, pelo qual fora inventado um elemento chamado "nebúlio" que, em teoria, seria o causador daquelas linhas espectrais. O problema disto é que estas linhas eram impossíveis de reproduzir nos laboratórios.
Contudo, Bowen não acreditava na teoria do nebúlio, e demonstrou que o espectro verdoso se originava devido à radiação que emitiam os átomos ionizados de oxigênio e nitrogênio ao passarem para níveis de menor energia. Em concreto, Bowen demonstrou que os comprimentos de onda atribuídos ao suposto nebúlio podiam ser emitidos por átomos de oxigênio duplo e triplamente ionizados, assim como por átomos de nitrogênio duplamente ionizados, embora isto somente pode ocorrer na nebulosa sob estranhas condições, em regiões onde a colisão entre átomos seja pouco frequente.

## Prémios e honrarias
- 1942 - Medalha Henry Draper[2]
- 1946 - Medalha Howard N. Potts[3]
- 1949 - Prémio Rumford[4]
- 1952 - Medalha Frederic Ives[5]
- 1957 - Medalha Bruce[6]
- 1964 - Henry Norris Russell Lectureship
- 1966 - Medalha de Ouro da Royal Astronomical Society[7]